# Kathrine Olldag
Kathrine Olldag (født 20 december 1972) er en dansk politiker som var medlem af Folketinget for Radikale Venstre i Sjællands Storkreds fra 2019 til 2022. Hun var udlændinge- og integrationsordfører, skatteordfører, fødevareordfører og landdistriksordfører for partiet. Olldag var landsnæstformand for Radikale Venstre fra september 2023 til januar 2024.

## Baggrund
Olldag er datter af afdøde kunstmaler og keramiker John Linaa Nielsen og skolelærer Solvejg Kjeldsen. Hun er opvokset i Døvling, Herning Kommune.

### Uddannelse
Olldag tog studentereksamen ved Herning Gymnasium i 1991. 2001 fik hun en BA i kunsthistorie ved Aarhus Universitet og i 2012 blev hun cand. mag. i kunsthistorie og visuel kultur v/ institut For Kunst og Kulturvidenskab, KU. Olldag tog endvidere i 2016 en diplomuddannelse i Offentlig Ledelse (DOL), ved Center for Offentlig Kompetenceudvikling.

### Erhvervserfaring
Olldag begyndte som 20-årig at undervise, først på Eriksminde Efterskole derefter på Bramming Idrætsefterskole og siden som lektor på Professionshøjskolen Absalon, Læreruddannelsen Vordingborg. Olldag blev 2008 kulturkonsulent i Guldborgsund Kommune. Her var hun blandt andet initiativtager, kurator og sekretariatsleder af Samtidskunstfestivalen TUMULT. I 2010 blev hun konstitueret leder af Kulturfabrikken i Guldborgsund Kommune.
Olldag var 2012-2018 leder af Talentskolen, Dansk Center for Kunstnerisk Talentudvikling, Næstved, som hun stod i spidsen for at opbygge fra bunden. I 2018 blev hun ansat som formidlingsansvarlig på Holmegaard Værk, men blev kort derefter valgt ind i Folketinget.
Hun var efterfølgende chefkonsulent i Dansk Industri indtil 1. oktober 2023, hvor hun blev politisk chef for Brancheforeningen Cirkulær.

## Politisk karriere
Olldag var medlem af Folketinget for Radikale Venstre, valgt som en af to radikale i Sjællands Storkreds ved Folketingsvalget 2019. Hun blev umiddelbart udnævnt som folketingsgruppens skatte- og kommunalordfører, men fik efterfølgende også ordførerskaber for en række andre områder, herunder udlændinge- og integration, samt fødevarer og landdistrikter.
I 2021 skiftede hun til Vestjyllands Storkreds, opstillet i Herningkredsen og Viborgkredsen.
Olldag har især været aktiv i debatten om hjemsendelse af syrere, permanent ophold for unge født og opvokset i DK, som bl.a. sagen om Tajma Mehic der fik stor opmærksomhed i medierne i begyndelsen af 2022.
Som udlændingeordfører har Olldag desuden markeret sig med kritik af regeringens planer om at sende asylansøgere til centre i Rwanda.
Ved Folketingsvalget 2022 opnåede Olldag ikke genvalg.